# Heteronychus pauperatus
Heteronychus pauperatus är en skalbaggsart som beskrevs av Louis Albert Péringuey 1901. Heteronychus pauperatus ingår i släktet Heteronychus och familjen Dynastidae. Inga underarter finns listade i Catalogue of Life.